# Remo Ciacelli
Remo Ciacelli född 9 juni 1910 i Stockholm, död 7 november 1994 i Stockholm, var en svensk redaktör, kompositör och sångtextförfattare.
Han var son till konstnärerna Arturo Ciacelli och Elsa Ström-Ciacelli.
Bland hans flyhänt skrivna böcker kan noteras Vägen till filmen (1936), som handlar om filmen som yrke och konst.